# Édouard du Puy
Jean Baptiste Édouard Louis Camille du Puy (født 1770, død 3. april 1822) var en schweiziskfødt musiker og skuespiller, der levede og virkede ca. 19 år i Stockholm og ca. 10 år i København fra 1793.

## Ungsdomsårene
Édouard du Puy blev født i Corcelles i nærheden af Neufchâtel i Schweiz, men året er usikkert. Det angives til 1767, 1770, 1771, 1773 eller 1775 i de forskellige kilder. Du Puys egentlige familienavn skal have været Meuron, og faderen antages at have været leder af en mine. Édouard blev fra fireårsalderen opfostret hos en onkel du Puy, hvis efternavn han senere antog. Denne onkel var stadsmusikant i Geneve, og han sørgede for, da det viste sig at drengen var talentfuld, at han blev uddannet som musiker. Senere i livet skal du Puy have antydet, at han var et uægte barn af Heinrich af Preussen, som senere ansatte ham i sit orkester. I 1786 blev Édouard sendt til Paris, hvor han blev undervist i klaver af Jan Ladislav Dussek og i violin af François Chabran. I 1789 blev han koncertmester hos Heinrich af Preussen i Rheinsberg. På den post afløste han i øvrigt J. A. P. Schulz, der var blevet kaldt til Danmark som kapelmester for Det Kongelige Kapel. du Puy blev i Rheinsberg i fire år samtidig med at han studerede harmonilære i Berlin hos Carl Friedrich Christian Fasch.

## Tiden i Stockholm og København
I 1793 drog du Puy på koncertrejse som violinist både i Tyskland, Polen og Sverige. Mens han var i Stockholm, blev han ansat som violinist i hofkapellet og senere også som operasanger. Kort tid efter, i 1799, vakte han den svenske konges mishag ved under en fest i Bellman-Selskabet Par Bricole at hylde Napoleon (det var inden denne kronede sig selv til kejser) og synge republikanske viser. Derfor udviste kong Gustav 4. ham af Sverige, og han rejste til København. D. 29. marts 1800 gav han en koncert på Det Kgl. Teater, hvor han bl.a. spillede en af sine egne violinkoncerter, men i nogen tid måtte han leve af at undervise i musik. Han blev dog hurtigt udnævnt til koncertmester i Det Kgl. Kapel og i 1802 også operasanger ved Det kgl. Teater.
I den egenskab fejrede han store triumfer. Han omtales i samtidige kilder som en smuk mand, og man var ydermere ikke forvænt med skolede operasangere i København, så han blev meget populær. En af hans glansroller var partiet som Don Juan i Mozarts opera. Samtidig optrådte han andre steder i mange sammenhænge, både som sanger, som violinist og dirigent. Hans kompositioner var populære, specielt syngestykket Ungdom og galskab og en mængde viser, som indlagdes i forskellige teaterstykker. Ligesom tilfældet havde været i Stockholm, var han også i København en succes i selskabslivet. Fra 1804 var han endda en af direktørerne i tidens mest ansete klub, Harmonien.
Allerede i 1801 havde han meldt sig til det frivillige Livjægerkorps, og i 1807, da engelske tropper belejrede og bombarderede København, viste han sig også at være en udmærket soldat, der hurtigt avancerede til løjtnant. Imidlertid kunne en officersværdighed ikke forenes med en rolle som skuespiller og operasanger. Derfor måtte han indstille sin scenekarriere. Han fortsatte med at undervise andre sangere og med sit virke som violinist og koncertmester. Men kort tid efter revnede ballonen. Han blev en af hovedpersonerne i en kongelig skandale. Fra sin tid i Rheinsberg havde han en datter med en skuespillerinde, Henriette Montroze. I maj 1803 giftede han sig i København med Anna Louise Frederikke Müller, datter af kobberstikker C. F. Müller. De fik sammen nogle børn, men Du Puy havde ved siden af hende flere elskerinder. Han havde tilsyneladende også en affære med kronprinsesse Charlotte Frederikke, den senere kong Frederik 7.'s mor. Resultatet var, at Du Puy blev udvist af Danmark, og prinsessen blev skilt fra sin mand, den senere kong Christian 8. og sendt i internt eksil i Horsens. Édouard Du Puys familie forsøgte flere gange at få kong Frederik 6. til at benåde ham, men fik afslag. Hustruen og børnene blev i Danmark, men en søn rejste senere til faderen i Sverige.
Efter sin udvisning fra Danmark rejste Du Puy til Paris, men vendte kort efter tilbage til Stockholm hvor kong Gustav var blevet afsat ved et kup. Édouard Du Puy blev 1812 genansat ved operaen både som kapelmester og skuespiller/sanger. En af hans glansroller i Stockholm var Figaro i Mozarts Figaros bryllup. I 1814 var han medstifter af orkestrets pensionskasse. Allerede i 1795 blev han medlem af Musikalska Akademien, og 1814 blev han titulær professor. Ved hans begravelse blev Mozarts Requiem opført for første gang i Sverige.
August Bournonville lavede i 1871 balletten Livjægerne på Amager, som handler om Du Puy og hvori noget af hans musik benyttes.

## Mennesket og musikeren
På hans grav på Johannes kirkegården i Stockholm rejste Musikalske Akademien 1866 et mindesmærke over ham. At dømme efter samtidens beretninger var han en elskværdig og i mange henseender meget begavet mand.
Som violinist udmærkede han sig ved en virtuos stil med sikkerhed i intonationen, musikalsk fornemmelse og smag. Han havde en lys baryton med stort register: tenor og bas og endda falset. Han egnede sig fint til de sangbare og udadvendte roller, hvor han kunne appellere direkte til publikum. Som dirigent omtales han også rosende. Svenska hofkapellet var ubetinget et af Europas bedste orkestre på den tid, og Du Puy nævnes som den bedste af dets kapelmestre.
Du Puys kompositioner er melodiøse og imødekommende, livlige og behagelige og holdt i den lettere stil.

## Liste over kompositioner
- Ungdom og galskab (syngespil 1806)
- Sørgemarsch i c- mol (orgel 1807)
- Föreningen (skuespil 1815)
- Agander och Pagander (skuespil 1818)
- Balder (1819)
- Felicie eller Den romaneska flickan (komisk opera 1821)
- Björn Jernsida (ufuldendt opera)
- Festen för den gamle generalen (ballet)
- Violinkoncert i C-dur
- Violinkoncert i d-mol
- Violinkoncert i E-dur
- Koncert for 2 violiner
- Fagotkoncert i c-mol
- Fløjtekoncert i d-mol
- Klarinetkoncert
- Fagotkoncert
- Hornkoncert
- Kvartet nr. 2 (strygere?)
- Kvintet i c-mol (strygere?)
- Kvintet i a-mol (fagot og strygekvartet)
- Introduktion und Polonaise : für Klarinette und Klavier
- Duetter for violin
- 12 kontradanse arrangeret for klaver
- Hornkvartet
- 6 kvartetter for 2 tenorer og 2 basser
- mange sange
- musik til officielle lejligheder
- balletmusik
- marcher
- Sange på Wikisource